# Might and Magic II: Gates to Another World
Might and Magic II: Gates to Another World (Might and Magic: Gates to Another World sur Mega Drive) est un jeu vidéo de type dungeon crawler sorti en 1988 et fonctionne sur Mega Drive, Amiga, Commodore 64, DOS, Super Nintendo, Apple II et Mac OS. Le jeu a été développé et édité par New World Computing.

## Histoire
Après les événements du jeu précédent, les aventuriers qui ont aidé Corak a battre Sheltem sur VARN prennent un portail vers un autre monde et se retrouve sur CRON (Central Research Observational Nacelle - Nacelle centrale de recherche et d'observation.) Le monde de CRON fait face à de nombreux problèmes liés à l'arrivée de Sheltem et les aventuriers devront voyager à travers CRON, trouver les 4 plans élémentaires et voyager à travers le temps pour aider Corak à empêcher le plan de Sheltem consistant à envoyer CRON à travers son soleil.

## Système de jeu
Might and Magic II reprend le système de jeu du premier jeu et l'améliore. Ainsi, les graphismes sont plus lisibles et aide la navigation et l'interface rajoute des fonctions qui facilite son gameplay, comme la possibilité de changer le délai de réponse, ou l'apparition d'un curseur clignotant permettant de deviner qu'un imput est nécessaire.
Comme dans le premier jeu, le joueur peut gérer une équipe de six personnages et stocker un total de 26 personnages, les échanges se déroulant dans les nombreuses auberges parsemant CRON. Il est aussi possible d'importer des personnages du premier jeu. De plus, le jeu permet d'embaucher des mercenaires aux caractéristiques prédéfinies afin d'étendre l'équipe à huit aventuriers. Ceux-ci doivent être payés tous les jours et leur salaire augmente avec leur expérience.
Le jeu inclut deux nouvelles classes, augmente le nombre de sorts, introduit des quêtes de haut niveau et possède des mini-quêtes bien plus nombreuses. Dans les compétences secondaires, il introduit "alpinisme" (nécessaire pour traverser les étendues montagneuses) et "linguistique" (permettant d'augmenter l'intelligence et de lire certains parchemins.) Le jeu introduit aussi une carte qui se génère automatiquement lorsque les joueurs ont la capacité "cartographie."
Le jeu est toutefois connu pour son gigantisme au niveau numérique : les personnages peuvent atteindre le niveau 255 ((28)-1) faire perdre jusqu'à 65535 points de vies en un coup et la jauge de magie va jusqu'à 9999 points. De plus les armes, comme dans Donjons et Dragons peuvent être augmenté avec des dégâts supplémentaires indiqués par "+" qui atteint un plafond de 63 points. Les joueurs peuvent se retrouver jusqu'à 255 monstres.
Alors que le gameplay du jeu est principalement centré sur les batailles, le jeu est aussi connu pour ses énigmes et ses curiosités. Ainsi, une grotte intervertit le sexe des personnages, et l'on trouve des messages de couleurs à travers CRON qu'il faudra combiner pour avoir des indices sur la solution du jeu. Une variable de voyage dans le temps a aussi été ajouté même si ses ramifications ne font rien changer mise à part de pouvoir accéder au boss final. De plus, les tavernes sont remplies de plats culinaires divers et le jeu possède plusieurs la possibilité d'être saoul ce qui réduit seulement les aptitudes du personnage.
Les classes de personnages sont au nombre de huit. Les six premières sont celles du premier jeu : Chevalier, Paladin, Archer, Clerc, Sorcier et Voleur. Deux nouvelles classes s'ajoutent : les ninjas qui sont des voleurs ayant une meilleure capacité d'assassinat et les barbares qui font de hauts points de dégâts mais n'ont droit qu'à une sélection limitée d'arme et d'armures.
Un des nouveaux aspects du jeu est l'âge : les personnages vieillissent au fur et à mesure de l'aventure. Ils gagnent en sagesse et perdent en force avec le temps peuvent mourir lorsqu'ils atteignent les 75 ans. Certains sorts peuvent vieillir ou rajeunir les personnages, ainsi qu'une visite dans certains lieux comme le spa.

## Accueil
| Might and Magic II' |      |       |
| Média               | Nat. | Notes |
| Dragon Magazine     | US   | 4/5   |